# 공복의 저녁식사
《공복의 저녁식사》는 김계란 작가가 네이버 만화에서 매주 토요일에 연재한 대한민국의 웹툰이다.

## 등장 인물
- 공복희(주연)-이 웹툰의 주인공이며 먹는 걸 좋아한다. 어쩌다보니 저녁을 만두와 함께 먹게 된다.
- 손민주(만두)-먹는 걸 좋아하고 요리도 잘한다.
- 송민주-학교에서 아이들을 이끄는 역할. 소꿉친구인 성찬이를 좋아해서 복희를 괴롭히기도 한다.
- 최성찬-민주와는 소꿉친구이다. 나중에는 성찬이도 저녁 같이 먹는 그룹에 끼기도 한다.
- 김진수-키가 작은 게 콤플렉스이며, 복희를 좋아한다. 진수도 복희와 만두와 아파트가 같아 함께 저녁을 먹는다.
- 민선혜-부모님이 민주네 건물에 세를 들어 가게를 운영중
- 박유나
- 김민수-진수의 형이자 성찬이와 민주의 과외선생님이다.